# Gomphrena matogrossensis
Gomphrena matogrossensis är en amarantväxtart som beskrevs av Karl Suessenguth. Gomphrena matogrossensis ingår i släktet klotamaranter, och familjen amarantväxter. Inga underarter finns listade i Catalogue of Life.